# Горана Ђорић
Горана Ђорић (Бихаћ, 1960) је српска социолошкиња, ванредна професорка на основним и мастер академским студијама социологије на Филозофском факултету Универзитета у Нишу. Објавила је велики број монографија и научних радова. Пише на српском и енглеском језику.

## Биографија
Горана Ђорић рођена је 25.05.1960. године у Бихаћу, Југославија. Дипломирала је 1984. године социологију на Филозофском факултету Универзитета у Нишу, магистрирала 1995. године на CEU у Прагу, Филозофском факултету Универзитета у Београду, CEU и 1998/2000. године у Будимпешти из области социологије: друштво и политика, општа социологија и родне студије. Докторирала је 2008. године социолошке науке на Oxford University, нострификација Универзитет у Београду.
Ванредна је професорка на основним и мастер академским студијама социологије на Филозофском факултету Универзитета у Нишу од 2008. године. Живи и ради у Нишу. Члан је Наставно - научног већа и Комисије за контролу квалитета Филозофског факултета у Нишу и Заменик председника Комисије за контролу квалитета Универзитета у Нишу.
Координаторка је Радне групе Српског социолошког друштва за израду Националних стандарда за област социологија. Члан је Женске платформе за развој.

## Публикације и научни радови
Њени радови објављени су у готово свим националним научним часописима. Социјална мисао, Национални интерес, Нова српска политичка мисао, Годишњак за социологију, Социолошки преглед, Социологија и научним скуповима међународног значаја.
Значајни радови:
- Магистарски рад, 1997, Жене у анализи класне покретљивости: резултати различитих приступа анализи југословенских података из 1990. године Београд;[14]
- Људска права за жене, 2004, Ниш: Одбор за грађанску иницијативу
- Образовање за родну равноправност: анализа наставног материјала за Грађанско васпитање, 2010, Београд: Програм Уједињених нација за развој[15];
- Родна равноправност - од једнаких права до једнаких могућности: зборник радова са научног скупа, 2020, Београд: САНУ[16]